# TACOS
TACOS は、コンピュータ将棋のプログラム。

## 概要
将棋棋士で北陸先端科学技術大学院大学教授の飯田弘之の研究チームが開発した将棋ソフト。世界コンピュータ将棋選手権で何度も決勝に進出している強豪ソフトである。また、コンピュータオリンピアードの将棋部門では最多の4回優勝している。
2005年9月18日、石川県の小松市民センターで開催された第29回北國王将杯争奪将棋大会において、TACOS と橋本崇載五段（当時）の公開対局が平手の手合で行われ、橋本五段が勝利した。しかし、橋本五段は敗北寸前まで追い詰められた。これがきっかけとなり日本将棋連盟は同年10月6日付で全棋士・全女流棋士に対し、公の場での将棋ソフト・コンピュータとの対局では事前に連盟が確認を行う「許可制」の通達を出した。

## 競技会成績
| 大会/年                    | 1999 | 2000 | 2001 | 2002 | 2003 | 2004 | 2005 | 2006 | 2007 | 2008 | 2009 | 2010 |
| -------------------------- | ---- | ---- | ---- | ---- | ---- | ---- | ---- | ---- | ---- | ---- | ---- | ---- |
| 世界コンピュータ将棋選手権 | 26   | 30   | 27   | 30   | 10   | 7    | 6    | 4    | 6    | 13   | 17   | 12   |
| コンピュータオリンピアード |      | 3    | 3    | 4    | 3    |      | 1    | 3    | 1    | 1    | 1    | 5    |
| コンピュータ将棋王者決定戦 |      |      |      |      |      |      | 7    |      |      |      |      |      |